# Alutiiq (langue)
Cet article concerne la langue alutiiq. Pour le peuple alutiiq, voir Alutiiq.
L’alutiiq, aussi appelé yupik du Golfe Pacifique ou sugpiaq, est une des langues yupik, de la famille des langues eskimo-aléoutes, parlée traditionnellement par les Alutiiq.
Elle comporte deux principaux géolectes. Le dialecte koniag est parlé dans la péninsule de l'Alaska et sur l'île Kodiak. Le dialecte chugach est parlé dans la péninsule de Kenai et dans le détroit du Prince William.
Il ne faut pas confondre l'alutiiq avec l'aléoute, autre langue parlée dans la région avoisinante des îles Aléoutiennes : les deux sont apparentées généalogiquement, mais de façon lointaine. L'alutiiq est beaucoup plus proche des autres langues yupik ainsi que des langues inuit. La ressemblance des noms provient de confusions qui remontent à la colonisation russe des Amériques.
La population alutiiq est d'environ 3 000 personnes, mais seules quelques centaines connaissent encore la langue. Des efforts de revitalisation par l'enseignement sont en cours.
Sven Haakanson, anthropologue, lui-même originaire du peuple des Alutiiq, se concentre sur la documentation et la préservation de la langue et de la culture des Alutiiq. Il est lauréat du Prix MacArthur pour l'année 2007.

## Écriture
| a  | c | e | f  | g | gw | hm | hn | hng | i | k | kw | l |
| ll | m | n | ng | p | q  | r  | ʀ  | s   | t | u | w  | y |

Pour des raisons techniques, le R majuscule peut être utilisé à la place de la lettre ʀ.